# Liquid Entertainment
Liquid Entertainment foi uma desenvolvedora de jogos eletrônicos americana independente, sediada em Pasadena, Califórnia. O estúdio foi fundado em 1999 por Ed Del Castillo e Mike Grayford.

## História
A Liquid Entertainment foi fundada em abril de 1999 por Ed Del Castillo e Mike Grayford.
O primeiro jogo da Liquid foi Battle Realms, publicado pela Crave Entertainment em novembro de 2001. Foi bem recebido pelos resenhistas, muitos dos quais elogiaram seu mecanismo 3D de última geração e a configuração e estética inspiradas no Leste Asiático, mas os números de vendas foram decepcionantes. Também foi escolhido para os dez melhores jogos da E3 2001 na Computer Gaming World. Battle Realms foi seguido por um jogo independente, Battle Realms: Winter of the Wolf, em abril de 2002. Winter of the Wolf foi recebido com entusiasmo no Battle Realms pela comunidade de jogos; alguns resenhistas o compararam favoravelmente aos grandes títulos de estratégia em tempo real de 2002, Warcraft III e Age of Mythology.
Desde o lançamento de Winter of the Wolf, a Liquid desenvolveu dois jogos de estratégia em PC em tempo real, baseados em licenças de propriedade intelectual: em novembro de 2003, a Sierra lançou The Lord of the Rings: War of the Ring, com base na licença da Vivendi Universal às obras literárias de Tolkien e, em outubro de 2005, a Atari publicou o jogo Dungeons & Dragons: Dragonshard para PC. Dragonshard foi relançado no GOG.com.
Em outubro de 2006, a Buena Vista Games lançou Desperate Housewives: The Game, uma adaptação de jogo de computador para simulação de vida da popular série de televisão Desperate Housewives. Desperate Housewives: The Game venceu o Jogo de Aventura do Ano da PC Gamer em 2007.
O próximo jogo da Liquid, Rise of the Argonauts, lançado em dezembro de 2008 e publicado pela Codemasters, é um jogo de RPG de ação de mitologia grega para Windows, PlayStation 3 e Xbox 360 que foi bem recebido por seus méritos técnicos, direção de arte e jogabilidade. Em 2011, a Sega publicou segundo jogo da Liquid para Xbox 360 e PS3, Thor: God of Thunder, que coincidiu com o lançamento do filme Thor, da Marvel Studios, em maio de 2011.
Em 2012, a Liquid se dedicou ao desenvolvimento de jogos casuais para o Facebook. Eles fizeram alguns trabalhos contratuais no InstantJam, um jogo de ritmo musical para o Facebook, Deadline Hollywood: Game baseado no popular blog de notícias de Hollywood Deadline Hollywood, de Nikki Finke e Paramount Digital Entertainment para Facebook e iOS, e Dungeons and Dragons: Heroes of Neverwinter, por sua vez um jogo de estratégia por turnos publicado pela Atari no Facebook.
Posteriormente, em 2013 e 2014, eles continuaram seu jogo em jogos para dispositivos móveis, com títulos como Karateka (console e celular), Cuddle Pets, Paper Galaxy e Max Steel. Até o final de 2014, Ed decidiu reduzir o tamanho da Liquid para sua posição atual como holding e consultoria; vender algumas de suas participações, licenciar algumas de suas tecnologias e manter o restante para oportunidades futuras.
Atualmente, a Liquid gerencia várias propriedades disponíveis on-line e tem Battle Realms na Steam.

## Jogos desenvolvidos
- Battle Realms (2001), publicado pela Crave Entertainment e Ubisoft
  - Indicação em 2002 na categoria "Estratégia de PC" para os prêmios da Academia de Artes e Ciências Interativas (AIAS)[11]
- Battle Realms: Winter of the Wolf (2002), publicado pela Crave Entertainment e Ubisoft
- The Lord of the Rings: War of the Ring (2003), publicado pela Sierra Entertainment
- Dungeons & Dragons: Dragonshard (2005), publicado por Atari
- Desperate Housewives: The Game (2006), publicado pela Buena Vista Games
  - Indicação de 2007 na categoria "Realização proeminente no desempenho de personagens - Feminino" pelos prêmios AIAS[12]
- Ascensão dos Argonautas (2008), publicado pela Codemasters
- Thor: God of Thunder (2011), publicado pela Sega
- Instant Jam: Facebook (2012), publicado pela GarageGames
- Deadline Hollywood: The Game (2012), publicado pela Paramount Digital Entertainment
- Dungeons and Dragons: Heroes of Neverwinter (2012), publicado pela Atari
- Karateka (2013), publicado pela Karateka, LLC
- Cuddle Pets (2013), publicado pela Digital Capital
- Paper Galaxy (2014), publicado pela Liquid Entertainment, LLC
- Max Steel (2014), publicado pela Mattel